# Franz Steiner Verlag
Franz Steiner Verlag (с нем. — «Издательство Франца Штайнера») — немецкое академическое издательство, основанное в 1949 году. Специализируется на издании литературы в области гуманитарных наук. Основное внимание уделяется древней истории, социальной истории, истории экономики, а также истории науки и медицины. Кроме публикации монографий, курирует более 150 серийных и 28 периодических изданий.

## История

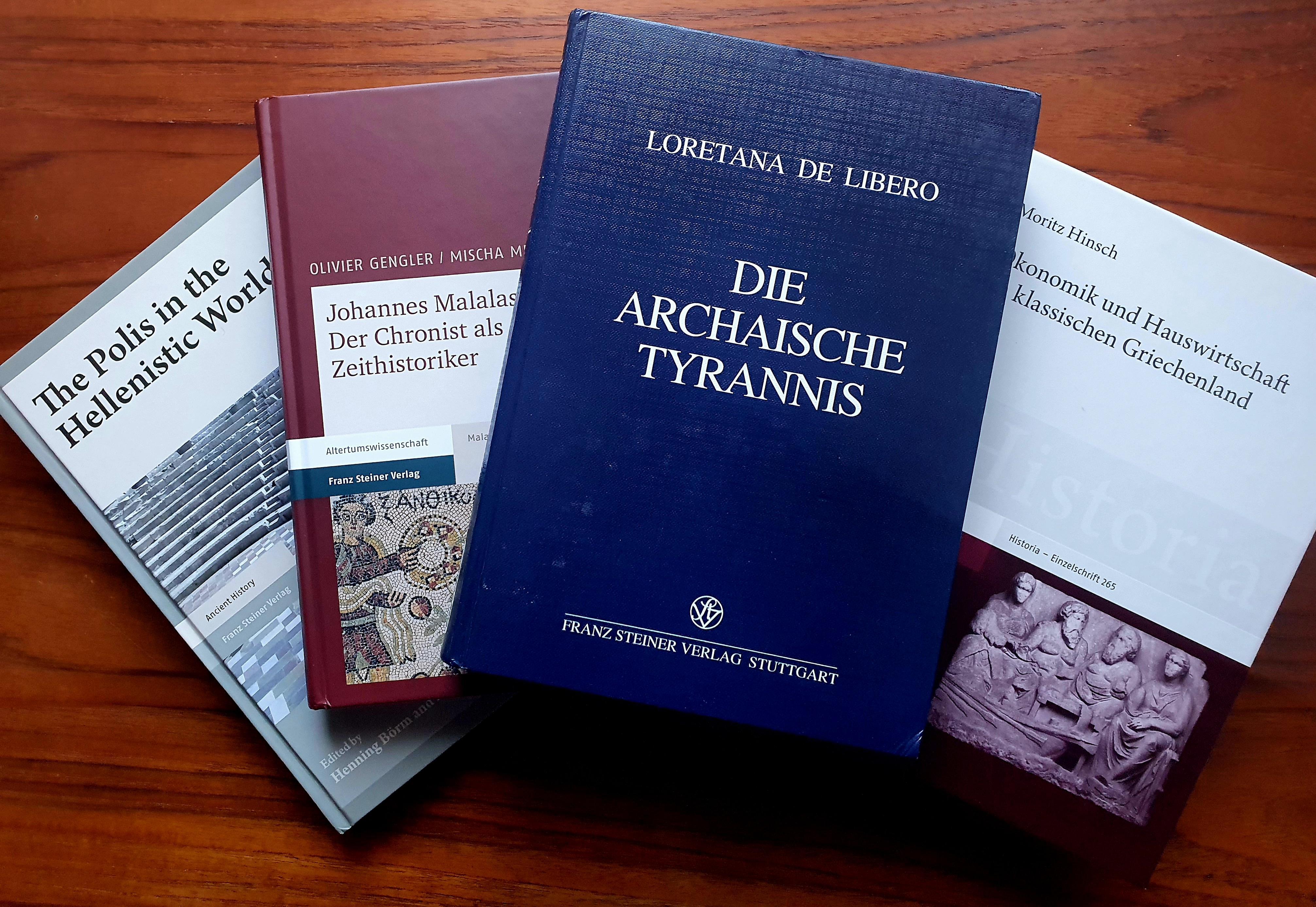

Franz Steiner Verlag было основано типографом-издателем Францем Штайнером в 1949 году в Висбадене (ФРГ). Ранее он вместе с отцом, а после смерти последнего и единолично, владел одной из типографий близ Лейпцига. С 1927 года Ф. Штайнер специализировался на древних и редких иностранных языках, работах востоковедов, а также на издании школьных учебников. По окончании Второй мировой войны он при содействии американской военной администрации переехал из Лейпцига, находившегося в советской зоне оккупации, в Висбаден, бывший в американской зоне оккупации. Там Ф. Штайнер в 1948 году открыл академическую типографию, а в мае 1949 получил лицензию на создание собственного издательства, которое по практиковавшемуся в Германии обычаю было названо его именем.
В том же 1949 году Ф. Штайнер заключил долгосрочные контракты с Прусской академией наук и Немецким восточным обществом. Также с самого начала издательство Франца Штайнера тесно сотрудничало с Чрезвычайным обществом немецкой науки. Достаточно быстро зарекомендовав себя, оно через несколько лет стало неотъемлемой частью научной издательской системы в ФРГ, а сам Ф. Штайнер стал значимой фигурой в восстановлении научного издательского дела в послевоенной Германии.
В 1971 году, уже после смерти в 1967 году Ф. Штайнера, Franz Steiner Verlag было приобретено издательской группой Harcourt, Brace & Jovanovich. В 1974 году оно перешло в издательскую группу German Pharmacist Verlag, а в 1984 году издательство переехало в Штутгарт.

## Директора
- 1949—1967 — Франц Штайнер
- 1968—1977 — Карл Йост
- 1977—2001 — Винсент Сивекинг
- 2001 — н. в. — Томас Шабер